# 1945. Wojna i pokój
1945. Wojna i pokój – książka Magdaleny Grzebałkowskiej wydana w 2015 w Warszawie przez Agorę; opisuje wydarzenia na ziemiach polskich w 1945 bezpośrednio po zakończeniu działań wojennych.
Książka ma formę reportażu. Każdy rozdział poprzedza wybór ogłoszeń prasowych z kolejnych miesięcy 1945. Grzebałkowska skupiła się na opisie konkretnych ludzi i wydarzeń, bez przedstawiania całościowej panoramy „wielkiej historii” i kalendarium. Ukazała takie zjawiska, miejsca i wydarzenia jak: szaber, przesiedlenia Niemców i Polaków, Warszawę, Wrocław, Sanok, żydowski dom dziecka w Otwocku, katastrofę Gustloffa czy postacie takie jak Bolesław Drobner czy Czesław Gęborski. Obraz powojennej Polski ukazany przez autorkę jawi się jako okres trudny i pełen cierpienia, w którym nie ma miejsca na radość czy ulgę z powodu kończącej się bądź dopiero co zakończonej wojny.
Grzebałkowska za książkę została nominowana do Nagrody im. Ryszarda Kapuścińskiego za Reportaż Literacki 2015 za książkę 1945. Wojna i pokój oraz do Nagrody Literackiej „Nike” 2016. Otrzymała Polsko-Niemiecką Nagrodę Dziennikarską im. Tadeusza Mazowieckiego 2015 oraz została laureatką Nagrody Newsweeka im. Teresy Torańskiej.
| Polityka | [ 3 ] |